# Polgári leányiskola (Makó)

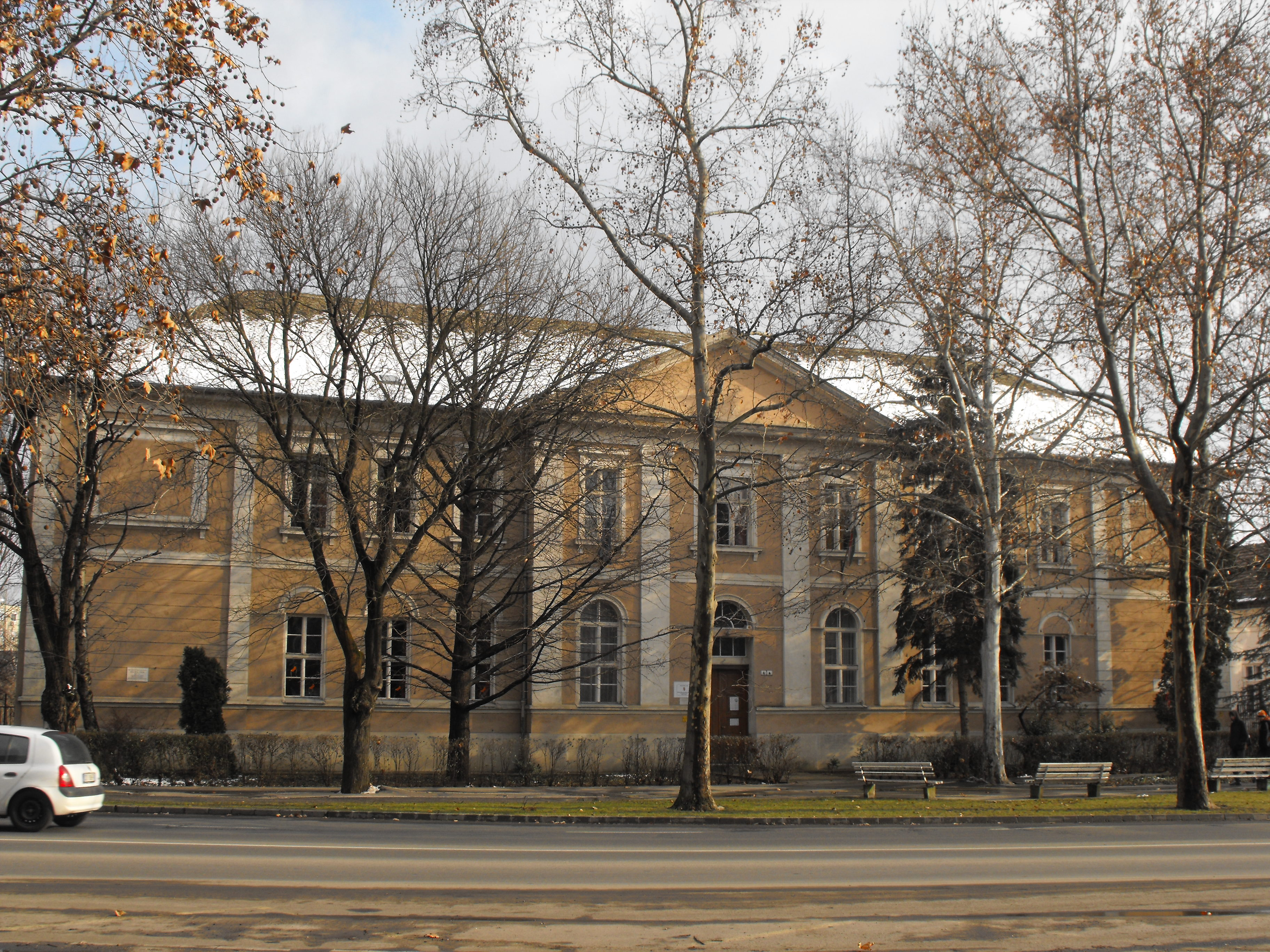
Az iskola épülete

A makói Polgári leányiskola – amely ma a Makói Általános Iskola Belvárosi tagintézményéhez tartozik Bartók épület néven – 1901-ben épült, eklektikus stílusban.
1895-ben költöztették a polgári leányiskolát a volt kocsmaépületbe. Ennek helyén épült föl 1901-ben a Papp József tervezte új, földszintes iskola. Benne négy tanterem egy igazgatói-tanári szoba volt található. A magában álló, előkertes eklektikus épületen hatalmas középrizalitot helyeztek el; figyelemfelhívóak voltak íves záródású ablakai és díszes attikafala. További, kevésbé hangsúlyos díszítőelem az enyhe kiugrású, rusztikus kiképzésű sarokrizalit és a lépcsőzetes attikafal. A két szárny ablakszemöldökei fölött timpanonos dísz látható. Az előkertet díszes vasrácsos kerítés szegélyezte; ezt 1981-ben bontották el. Az iskola hamar szűknek bizonyult, 1925-ben Kövecs Antal tervei alapján ráépítettek egy emeletet az épületre. Az átépítés után a középrizaliton a két szintet pilaszterek fogják össze, fölül nagyméretű timpanon koronázza. A betétes tölgyfa kapu az épület középpontjába került. A földszint nyílászárói a rizaliton ívesek, az épület földszinti szárnyain íves vakolatdíszítésűek. Az emeleti ablakok vízszintes záródásúak, vakolatkerettel, szemöldök- és könyöklőpárkánnyal vannak ellátva. Az övpárkány és a koronázó párkány körülövezi az iskola épületét. A sarokrizalitra nyílászáró nem került, itt a földszinti homlokzat rusztikás, az emeleti armírozott. A bővítés során a folyosó középső szakaszát előcsarnokká szélesítették, az épület lépcsőházzal és tornateremmel is bővült. Az 1919. január 30-án a zendüléskor az iskolában elszállásolt csendőrök öt tüntető életét oltották ki. 1942-ben elhatározták, hogy egy második emelettel bővítik az épületet, de erre a második világháború miatt nem került sor.
2002 nyarán új épületrészt építettek a tornaterem fölé; a műszaki átadás decemberben volt. 2003. február 5-én az ünnepélyesen is átadták a balett-termet, a kerámiaműhelyt és egy Rudnay Gyuláról elnevezett tantermet, amelyben angol nyelvet oktatnak. Mindez 35 millió forint értékű beruházás eredményeképpen jött létre.
Az épület belsejében a előcsarnokban egy, Makó felszabadulásának 25. évfordulóját megörökítő emléktábla volt található. Ezt 2008 szeptemberében - A Bartók Béla Általános Iskola ötvenedik, a zenei képzés negyvedik és a művészeti oktatás tizedik évfordulóján - levették, helyére jubilleumi emléktábla került. A falban, a tábla mögötti üregből időkapszula került elő, korabeli újságokkal és plakátokkal. Ezek ma az iskolatörténeti kiállítás részei, helyükre egy új ládát falaztak, ami jelenkori újságokat és plakátokat, DVD-t, iskolajelvényt tartalmazott. Az épület külső falán két emléktábla őrzi Kelemen Ferenc iskolaigazgató, helytörténész, illetve a csendőrsortűz áldozatainak emlékét.

## Külső hivatkozások
- Turi Tímea: Nevetni kezdtem[halott link] (A Bartók Béla Ének-zenei Általános Iskola 50. születésnapjára)